# Sophia Dusseková
Sophia Giustina Dussek(ová), rozená Corri(ová), později Moralt(ová), 1. května 1775, Edinburgh – asi 1831, Londýn) byla skotská pěvkyně, klavíristka, harfenistka a skladatelka italského původu. Objevuje se pod různými jmény: Sophia Giustina Corri, auch Sophia Corri-Dussek, Sophia Corri-Dusík, Sophia Dussek-Moralt apod.
V roce 1792 se Sophia provdala za českého hudebního skladatele Jana Ladislava Dusíka. Po jeho smrti v roce 1812 se znovu provdala za violistu Johna Alvise Moralta.

## Život
Narodila v Edinburghu do rodiny italských hudebníků Corriů. Studovala zpěv u svého otce, skladatele, hudebního vydavatele a impresária Domenica Corriho. Její strýc byl skladatel Natale Corri a její sestřenice byla slavná sopranistka Fanny Corri-Paltoniová.
První hudební vzdělání a hlasovou průpravu získala u svého otce a od útlého věku vystupovala veřejně.
Po přestěhování do Londýna v roce 1788 studovala u Luigiho Marchesiho a Giovanniho Battisty Cimadora. Dusseková byla velmi uznávanou interpretkou a v Londýně debutovala na prestižních koncertech J. P. Salomona v roce 1791, které od cembala řídil Joseph Haydn a zpívala později také při prvním provedení Haydnovy Bouře.
V roce 1792 zpívala hlavní roli v premiéře opery Harriet Wainwrightové Comala.
Hrála také významnou roli při uvedení hudby W. A. Mozarta do Londýna. Byla sólistkou londýnské premiéry jeho Rekviem v Covent Garden dne 20. února 1801.

### Manželství a rodina

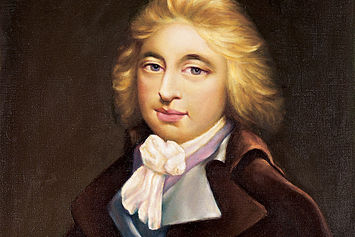
Jan Ladislav Dusík / Dussek

V roce 1792 se provdala za českého hudebníka Jana Ladislava Dusíka, s nímž předtím nějakou dobu vystupovala. Dusík s jejím otcem Domenicem Corrim založil hudební vydavatelství Corri, Dussek & Co., to však zkrachovalo a celá rodina musela před věřiteli uprchnout do Hamburku.
Manželé měli dceru Olivii, která byla také klavíristkou, harfenistkou a skladatelkou.
V roce 1796 ovšem mezi manželi nastaly vážné problémy. Na základě nejisté zprávy měla Sophia, která se zamilovala do jiného muže, požádat Dusíka o peníze na opravu své harfy. Peníze pak použila k útěku z domu, své věci odnesla v pouzdru na harfu a tvrdila, že odchází na večeři s přítelkyní. Podezíravý Dusík šel se svým tchánem do domu onoho muže, kde se Sophia ukrývala. Pohádali se a ona ho proklela tvrdíc, že je těhotná s druhým mužem. Dusík ustoupil a slíbil jí svobodu, což vedlo k určitému usmíření.
Po smrti Jana Ladislava v roce 1812 se Sophia provdala za violistu Johna Alvise Moralta. Žili v Paddingtonu, kde založila hudební školu. Vydávala sonáty, ronda, variace a četné úpravy pro klavír nebo harfu.
O místě ani době jejího nejsou k dispozici přesné údaje. Její druhý manžel i dcera zemřeli oba v roce 1847.

## Seznam skladeb
Obvykle publikovala své skladby pod jménem Sophia Dussek nebo Madame Dussek. Některé její skladby však byly mylně či záměrně připisovány jiným autorům, často jejímu prvnímu manželovi, Janu Ladislavu Dusíkovi.
Klávesové nástroje
- Sonáta pro pianoforte (cembalo) s houslemi nebo flétnou, op. 1 (Londýn, kolem roku 1793)
- 3 Sonáty pro cembalo (klavírní forte) s houslemi, op. 1 (Paříž)
- Sonáta pro pianoforte (Londýn, kolem roku 1805)

Klavír nebo harfa
- The New German Waltz - adaptovaný jako Rondo pro harfu nebo klavír (1799)

Harfa
- 3 Sonáty se Scots Airs and Reels for Adagios & Rondos, op. 2 (kniha I): B dur, G dur, c moll (Londýn, Corri & Co., 1794)
- 3 Sonáty se Scots Airs and Reels for Adagios & Rondos, op. 2 (kniha II): Es dur, F dur, C dur (Londýn, Corri & Co., 1795)

- Francouzský air s variacemi (Londýn, Chappel & Co., 1820)
- "C'est l'amour": 3. francouzský air s variacemi (Londýn, Chappel & Co., 1820)
- Předehra a pochod (Londýn, 1822)
- Variace na God Save the King (Londýn, 1822)
- "La Chasse": originální rondo (Londýn, Chappel & Co., 1824)
- nejméně 7 sérií Favorite Airs (Londýn), některé s flétnou nebo houslemi ad libitum
- úpravy skladeb

Harfa a klavír
- Duet (Londýn, kolem roku 1812)
- Předehra a valčík (Londýn, 1822)
- úpravy skladeb

## Edice
- Sophia Corri. Stěžejní díla pro sólovou harfu: 6 sonát op. 2 / French Air / C'est l'Amour / La Chasse. Ed. Floraleda Sacchi. Ut Orpheus Edizioni, 2010,

## Vybraná diskografie
- Sophia Giustina Corri: Pracuje pro sólovou harfu. Obsahuje šest sonát. Hraje (na historický nástroj) Floraleda Sacchi (Tactus Records, 2009, TC.772801)
- Sophia Corri Dussek: Skladby pro sólovou harfu. Obsahuje šest sonát. Na historický nástroj hraje Floraleda Sacchi (Amadeus Arte, 2011, AAP11006)
- Sophia Corri-Dussek: Skladby pro harfu a klavír Archivováno 31. 10. 2020 na Wayback Machine.. Zahrnuje klavírní sonátu A dur. Na historické nástroje hrají Floraleda Sacchi a Marco Cadario (Amadeus Arte, 2011, AAP11007)
- Madame et Monsieur Dussek Archivováno 28. 5. 2022 na Wayback Machine.: harfové sonáty, sonáty a skladby v provedení (na historický nástroj) Masumi Nagasawa (Etcetera Records, 2012, KTC 1439)
- Jan Ladislav Dussek. Archivováno 26. 5. 2022 na Wayback Machine. Dua pro harfu a pianoforte Archivováno 26. 5. 2022 na Wayback Machine.: Sophia's Introduction & waltz v provedení (na historické nástroje) Masumi Nagasawa & Richard Egarr (Etcetera Records, 2012, KTC 1436)
- Dussek, Jan Ladislav & Sophia: Harfové sonáty Kyunghee Kim-Sutre (Sonarti records, 2013, RT01)